# Jinx Music
Die JINX Music GmbH ist ein unabhängiges Musikunternehmen mit Sitz in Berlin, das in den Bereichen Label, Musikverlag und Künstler-Management tätig ist. Das Unternehmen wurde am 12. November 2019 gegründet.

## Beschreibung
JINX Music vertritt mehrere Schallplattenausgezeichnete Künstler wie SXTN, Juju, Chapo102 und 102 Boyz. Das Repertoire umfasst Nummer-eins-Hits in Deutschland wie Vermissen (feat. Henning May), Kein Wort sowie Gold- und Platin-Singles wie Von Party zu Party, Bongzimmer, Hi Babe oder Hardcore High.

## Künstler (Auswahl)
- 2 Engel & Charlie[4]
- 102 Boyz[4]
- Ásdís[5]
- Chapo102[4]
- Noah Kraus[6]
- Juju[4]
- SXTN[4]
- Ely Oaks[4]
- Lavinia[7]
- Hænsen[8]